# Mecolaesthus mucuy
Mecolaesthus mucuy is een spinnensoort uit de familie trilspinnen (Pholcidae). De soort komt voor in Venezuela. 